# Sulbutiamină
Sulbutiamina este un derivat sintetic al tiaminei (vitamina B1), fiind utilizată în tratamentul simptomatic al asteniei funcționale. Mai este utilizată și pentru tratamentul deficitului de tiamină. Deoarece este un anxiolitic colinergic, sulbutiamina este utilizată recreațional ca nootrop, uneori existând chiar și cazuri de uz în competițiile sportive pentru creșterea anduranței. Calea de administrare disponibilă este cea orală.